# Pierre David de Colbert-Chabanais

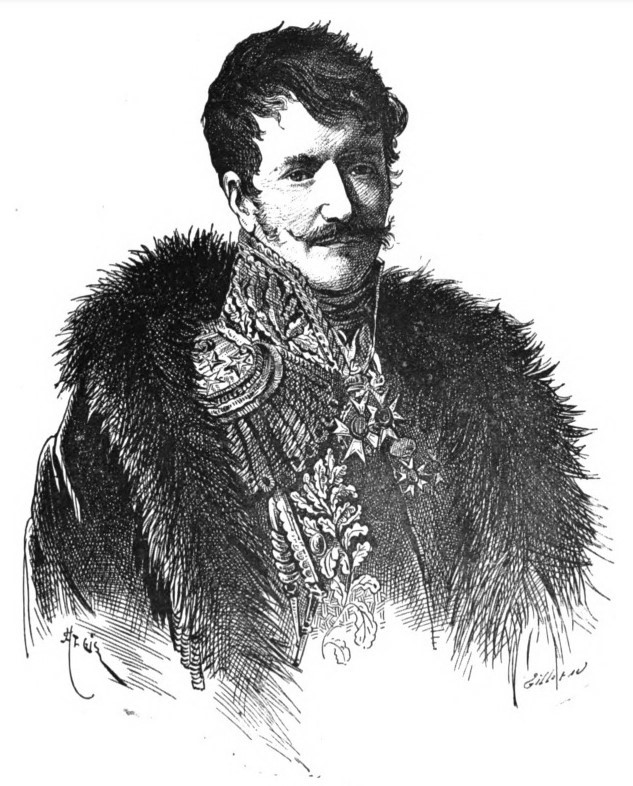
Général Pierre David de Colbert-Chabanais

Pierre David de Colbert-Chabanais (* 18. Oktober 1774 in Paris; † 28. Dezember 1853 ebenda) war ein französischer Général de division der Kavallerie. 

## Leben
Colbert-Chabanais war ein Sohn des Maréchal de camp Louis Henri Colbert (1737–1792) und dessen zweiter Ehefrau Marie-Jeanne David (→Familie Colbert). Sein Großvater mütterlicherseits war der ehemalige Direktor der Senegalkompanie Pierre Félix David (1710–1795). 
Am 23. August 1793 trat Colbert-Chabanais auf Wunsch seines Vaters in die Armee ein. Er kämpfte in den Revolutionskriegen und konnte sich schon bald durch Tapferkeit auszeichnen. Unter Führung von General Jean-Baptiste Kléber war er an der Niederschlagung des Aufstands der Vendée beteiligt. 
Als Parteigänger Napoleons meldete sich Colbert-Chabanais 1798 als Freiwilliger zu dessen Feldzug nach Ägypten. Er wurde verwundet und kam nach seiner Genesung als Aide-de-camp zu General François-Étienne Damas in dessen Stab. 1803 wechselte er in gleicher Funktion zu General Andoche Junot. 
Nach weiteren Beförderungen kam Colbert-Chabanais zu Marschall Louis-Alexandre Berthier und kämpfte unter dessen Führung als Chef d’escadron im 9e régiment de hussards in der  Schlacht bei Austerlitz (2. Dezember 1805). Dort wurde er erneut verwundet, konnte aber zurückkommen und an den Kämpfen bei Jena (14. Oktober 1806) und Pułtusk (26. Dezember 1806) teilnehmen. 
Am 9. März 1809 wurde er zum Général de brigade befördert und kämpfte unter Führung von Marschall Charles Nicolas Oudinot in der Schlacht bei Raab (14. Juni 1809) und in der Schlacht bei Wagram (5./6. Juli 1809). 
König Maximilian I. Joseph von Bayern verlieh ihm am 24. Januar 1811 das Komturkreuz des Militär-Max-Joseph-Ordens und im gleichen Jahr wurde Colbert-Chabanais Kommandant über das Régiment lanciers rouges de la Garde Impériale, mit dem er sich 1812 während des Russlandfeldzug an den Schlachten bei Borodino (7. September 1812) und in der Beresina (26./28. November 1812) beteiligte.
Am 25. November 1813 wurde er zum Général de division befördert. 
Er wurde in der Schlachten bei Schlacht bei Bautzen (20./21. Mai 1813), der Schlacht bei Montmirail (11. Februar 1814), der Schlacht von Champaubert (10. Februar 1814) und in der Schlacht bei Montereau (18. Februar 1814) eingesetzt. 
Nach der Schlacht bei Paris (30. Mai 1814) und der Abdankung Napoleons (→Vertrag von Fontainebleau) schlug sich Colbert-Chabanais auf die Seite der Bourbonen. Als aber Napoleon die Insel Elba verließ und dessen Herrschaft der Hundert Tage begannen, lief er sofort wieder zum Kaiser über. Nach der Schlacht bei Waterloo (18. Juni 1815) wurde Colbert-Chabanais inhaftiert, kam aber noch im selben Jahr wieder frei. 
Über zehn Jahre war Colbert-Chabanais suspendiert und wurde erst 1826 wieder mit militärischen Aufgaben betraut. 1834 kam er im Rang eines Aide-de-camp zu Louis d’Orléans, duc de Nemours und begleitete diesen 1836 auf dessen Feldzug nach Constantine. Am 31. Januar 1840 verließ er den Stab von Louis d’Orléans und zog sich ins Privatleben zurück. Offiziell wurde er am 1. Januar 1853 in den Ruhestand entlassen. Im Alter von 79 Jahren starb Pierre David de Colbert-Chabanais am 28. Dezember 1853 in Paris und fand dort auch seine letzte Ruhestätte.

## Ehrungen
- 28. Mai 1809 Baron de l’Émpire
- 24. August 1814 Ordre royal et militaire de Saint-Louis
- 30. Mai 1827 Großkreuz der Ehrenlegion
- Sein Name findet sich am westlichen Pfeiler (40. Pfeiler) des Triumphbogens am Place Charles-de-Gaulle (Paris).